# Тур Сан-Луїса
Тур Сан-Луїса (ісп. Tour de San Luis) — багатоденна шосейна велогонка, яка проходить щороку у січні в аргентинській провінції Сан-Луїс.

## Історія
Перші змагання відбувалися у 2007 році. Велогонка складалася з 7 етапів: трьох гірських, одного з роздільним стартом та трьох спринтерських. 
У 2013-2016 роках у рамках велогонки відбулися змагання Тур Феменіно-де-Сан-Луїс серед жінок. У 2015 та 2016 роках за день до початку велогонки пройшли змагання гран-прі Сан-Луїса серед жінок. 
У 2017 році Тур Сан-Луїса не проводили через фінансові труднощі.

## Переможці

### Тур Сан-Луїса
| Рік  | Переможець      | Друга позиція                  | Третя позиція     |
| ---- | --------------- | ------------------------------ | ----------------- |
| 2007 | Хорхе Джачінті  | Фернандо Антогна               | Франциско Манцебо |
| 2008 | Мартін Гаррідо  | Херардо Фернандес              | Хорхе Джачінті    |
| 2009 | Альфредо Лусеро | Хорхе Джачінті                 | Хосе Серпа        |
| 2010 | Вінченцо Нібалі | Хосе Серпа                     | Рафаель Вальс     |
| 2011 | Марко Арріагада | Хосе Серпа                     | Хосе Мояно        |
| 2012 | Леві Лейфеймер  | Альберто Контадор Даніель Діас | Штефан Шумахер    |
| 2013 | Даніель Діас    | Тіджей Ван Гардерен            | Алекс Дініз       |
| 2014 | Найро Кінтана   | Філіп Гаймон                   | Серхіо Годой      |
| 2015 | Даніель Діас    | Родольфо Торрес                | Найро Кінтана     |
| 2016 | Даєр Кінтана    | Едуардо Сепульведа             | Найро Кінтана     |

### Тур Феменіно-де-Сан-Луїс
| Рік  | Переможниця         | Друга позиція      | Третя позиція       |
| ---- | ------------------- | ------------------ | ------------------- |
| 2014 | Елісон Паверс       | Фернанда да Сільва | Клемільда Фернандеш |
| 2015 | Жанільдеш Фернандеш | Лорен Стівенс      | Ана Паула Полегатч  |
| 2016 | Кеті Гол            | Малгожата Ясінська | Арленіс Сьєрра      |

### Гран-прі Сан-Луїса
| Рік  | Переможниця        | Друга позиція   | Третя позиція       |
| ---- | ------------------ | --------------- | ------------------- |
| 2015 | Ханна Бернс        | Лусьєн Феррейра | Клемільда Фернандеш |
| 2016 | Малгожата Ясінська | Корін Рівера    | Анна Тревісі        |